# NGC 678
NGC 678 je spirální galaxie s příčkou v souhvězdí Berana. Její zdánlivá jasnost je 12,5m a úhlová velikost 4,5′ × 0,8′. Směrem ze Země je pozorovaná téměř z boku a vzdálená je od ní 131 milionů světelných let Její skutečný průměr je 170 000 světelných let. Pravděpodobně tvoří gravitačně vázaný pár s galaxií NGC 680. Je členem skupiny galaxií LGG 34, jejímž nejjasnějším členem je NGC 691. Galaxii objevil William Herschel 15. září 1784.